# Gloeodontia pyramidata
Gloeodontia pyramidata är en svampart som först beskrevs av Berk. & M.A. Curtis, och fick sitt nu gällande namn av Hjortstam 1987. Gloeodontia pyramidata ingår i släktet Gloeodontia och familjen Stereaceae.   Inga underarter finns listade i Catalogue of Life.